# NGC 3651/2
NGC 3651/2 је спирална галаксија у сазвежђу Лав која се налази на NGC листи објеката дубоког неба.
Деклинација објекта је + 24° 17' 46" а ректасцензија 11h 22m 26,2s. Привидна величина (магнитуда) објекта NGC 3651 износи 14,5 а фотографска магнитуда 15,3. NGC 36512 је још познат и под ознакама UGC 6388, MCG 4-27-28, CGCG 126-42, HCG 51F, PGC 34899.